# Messier 65
Messier 65 (M65 o NGC 3623) és una galàxia espiral situada a la constel·lació del Lleó. Va ser descoberta per Charles Messier que la catalogà en 1780 al seu catàleg, juntament amb M66 i NGC3628, totes tres formant part del grup de galàxies conegut com el Triplet del Lleó.
William Henry Smyth va atribuir erròniament el seu descobriment a Pierre Méchain i així ho publicà en el famós llibre A cycle of Celestial Objects, donant peu d'aquesta manera a estendre la idea i a fer que oficialment s'atribuís el seu descobriment a aquest últim.
La galàxia es troba a una distància de 22 milions d'anys llum de la Terra, la seva magnitud aparent és 9,3, aquesta galàxia és una mica menys lluminosa que la seva companya M66.
El fet que disc d'M65 sembla una mica deformat, i la seva relativament recent formació estel·lar suggereixen algun tipus d'influència externa. Rots (1978) suggereix que les altres dues galàxiers que formen part del grup conegut com el Triplet del Lleó interaccionraren entre elles fa uns 800 milions d'anys. Posteriors recerques dudes a terme pr Zhiyu Duan suggereixen que M65 pot també haver interaccionat, encara que amb menys intensitats

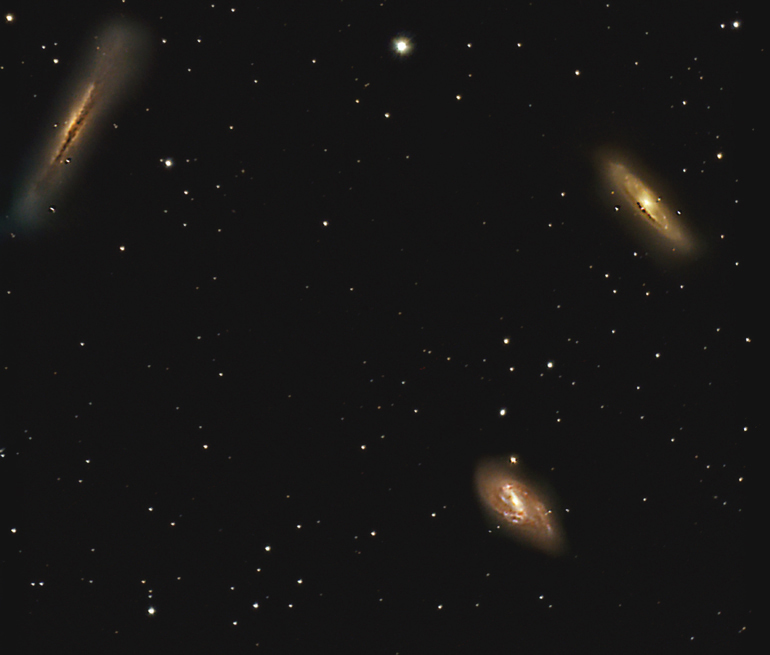
El Triplet del Lleó, amb M65 al marge dret, M66 a baix a l'esquerra, i NGC 3628 a dalt a l'esquerra. Crèdit: Scott Anttila.